# Il gigante egoista (film)
Il gigante egoista è un film del 2014 diretto da Clio Barnard.

## Trama
L'infanzia è un privilegio che Arbor e l'amico Swifty sembrano destinati a non dover conoscere: sono due ragazzini che vivono a Bradford, in un'area disagiata del nord dell'Inghilterra. Il primo soffre di un problema di iperattività, il secondo è lasciato completamente a se stesso ma è buono e tranquillo, ma si fa coinvolgere dalle azioni di Arbor. Sono entrambi il prodotto di famiglie disfunzionali e assenti.
Sospesi da scuola, entrambi iniziano a fare piccoli furtarelli per guadagnare qualche sterlina per le proprie famiglie, unendosi in un commercio di rottami metallici. In tale contesto gli adulti sono terribilmente distanti: i genitori sono figure sempre impegnate a far altro per cercare di sopravvivere, e l'unica persona con cui riuscire ad avere qualche rapporto è il gigante egoista del titolo, Kitten, uomo senza scrupoli, un violento rottamaio che porterà conseguenze disastrose per i due, in cui però i ragazzi intravedono finalmente una luce.
Egli, infatti, senza riguardo per le debolezze della loro età, li porterà a sperimentare la necessità di vendetta e il peso del senso di colpa. Ma non c'è tempo per alcuna speranza, e per poter ricevere un abbraccio è necessario riuscire a superare l'evento più tragico.